# 勝鬨
勝鬨（日语：／ Kachidoki */?）是日本東京都中央區的町名，現行行政地名為勝鬨一丁目至勝鬨六丁目。2021年（令和3年）7月1日的人口有27132人。郵遞區號為104-0054。

## 地理
位於隅田川河口的兩座填海島（包含一座接近正方形的島，與西南方填海島的北部、東部區域）。隅田川位於西北方，東南方有朝潮運河。幾近正方形的島上分為1〜4丁目，東北方為月島川、西南方為新月島川。其他丁目位於西南方較大的島、清澄通、晴海通通過町內，都營地下鐵大江戶線勝鬨站是本町中心。月島川上有月島橋，朝潮運河上有黎明橋，新月島川上有新島橋、濱前橋（濱前水門），隅田川上有勝鬨橋。清澄通通過新島橋與濱前橋，也是勝鬨5丁目與6丁目的邊界。一方、5、6丁目所在的西南方填海島的西、南部是豐海町。朝潮運河上有朝潮小橋。

### 河川

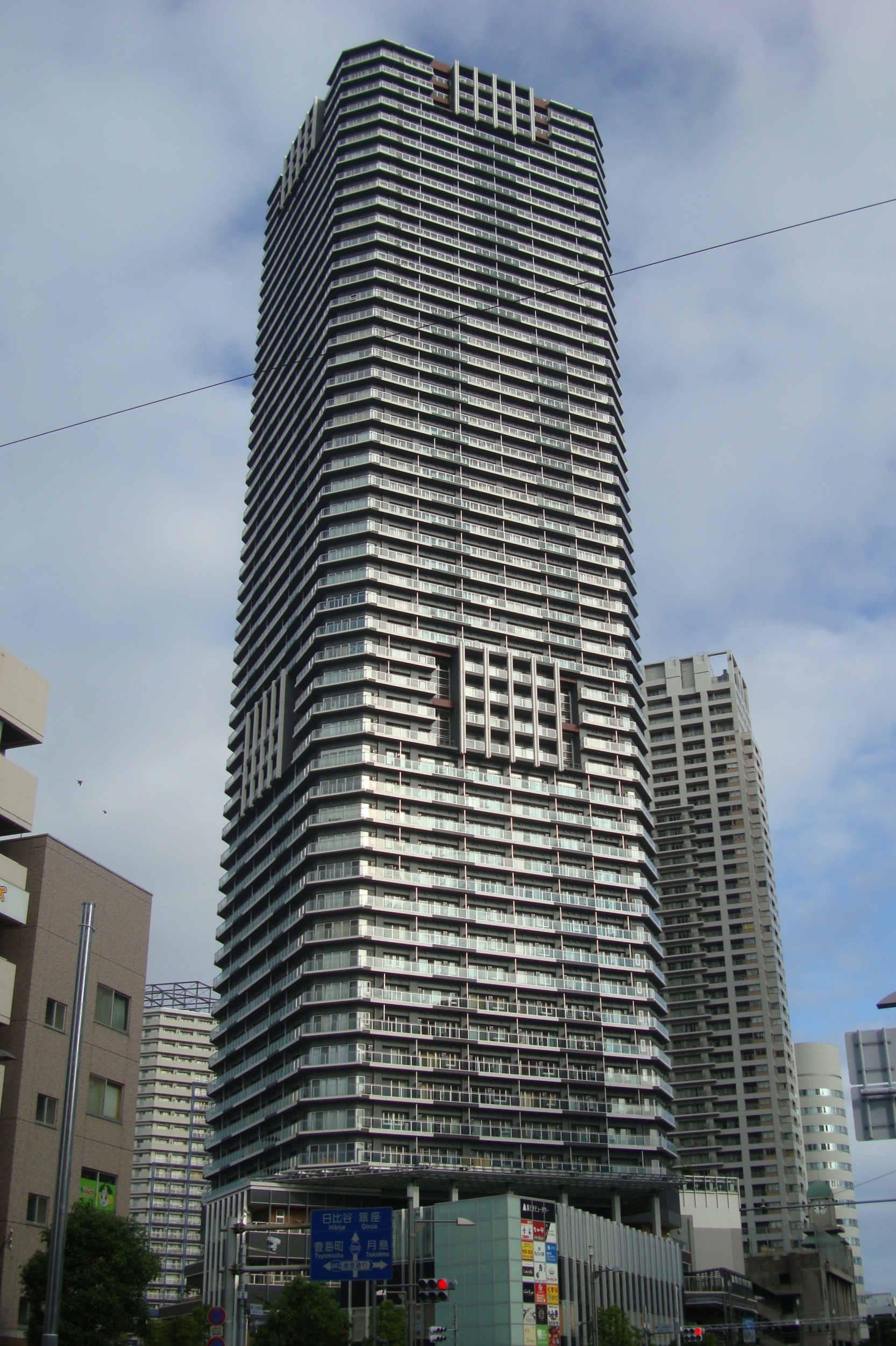
高層公寓「勝鬨風景塔」 （1丁目、平成22年竣工）

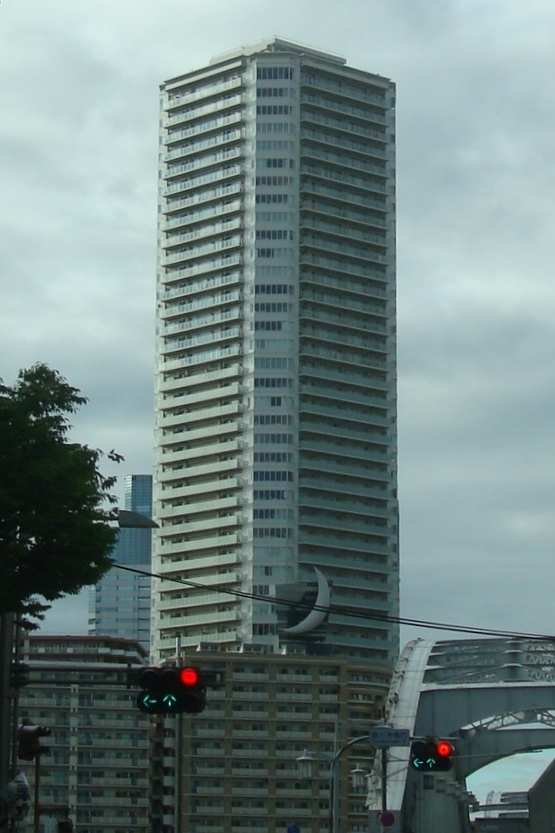
賃貸公寓「公寓塔勝鬨」 （1丁目、平成23年竣工）

- 隅田川
  - 勝鬨橋
- 月島川
  - 西仲橋
  - 月島橋
- 新月島川
  - 浜前橋
  - 新島橋
- 朝潮運河
  - Triton bridge
  - 黎明橋
  - 朝潮小橋

## 歷史
一丁目至四丁目是明治〜大正期間的「東京灣澪浚渫工程」的月島2號填海地。五、六丁目是月島3號填海地與「隅田川口改良工程」1號填海地。

### 地名由來
地名是源自於「勝鬨橋」。「勝鬨」是指勝利時的呼喊聲。「勝鬨橋」則是來自紀念日俄戰爭勝利而命名的「勝鬨渡船」。

## 交通
鐵路
- 都營地下鐵大江戶線 ○勝鬨站

巴士
- 都營巴士都03 勝鬨橋南詰、勝鬨站前
- 都營巴士都04 勝鬨橋南詰（東京站丸之内南口方向）、勝鬨站前、勝鬨三丁目、新島橋、勝鬨五丁目、月島警察署前 - 勝鬨五丁目僅早晚各一班運行。
- 都營巴士都05 勝鬨橋南詰、勝鬨站前 - 東京電訊港站前方向僅周六日運行。
- 都營巴士業10 勝鬨橋南詰、勝鬨站前（東京晴空塔站前）
- 都營巴士東15 勝鬨橋南詰、勝鬨站前
- 都營巴士門33 勝鬨站前、勝鬨三丁目、新島橋、月島警察署前

道路
- 清澄通
- 晴海通

## 設施
官公廳
- 月島警察署
- 臨港消防署

小學校
- 中央區立月島第二小學校 - 同地有月島第二幼稚園。
- 中央區立豐海小學校 - 同地有豐海幼稚園。

幼稚園
- 中央區立月島第二幼稚園
- 中央區立豐海幼稚園

公園
- 月島第二兒童公園
- 勝鬨二丁目兒童遊園
- 新島橋北西兒童遊園
- 勝鬨四丁目兒童遊園
- 新島橋南西兒童遊園
- 勝鬨五丁目兒童遊園
- 豐海兒童公園

企業
- 乾倉庫（イヌイ倉庫） - 本社所在地
- 山九 - 本社所在地

神社
- 住吉神社

寺院
- 東陽院

## 備註
1. ↑  .   [2021-07-17]. （原始内容存档于2021-08-02）.
2. ↑  .   [2013-08-17]. （原始内容存档于2013-03-12）.

## 外部連結
- 月島地區 町名的由來 - 中央區官方網站